# Boot Düsseldorf

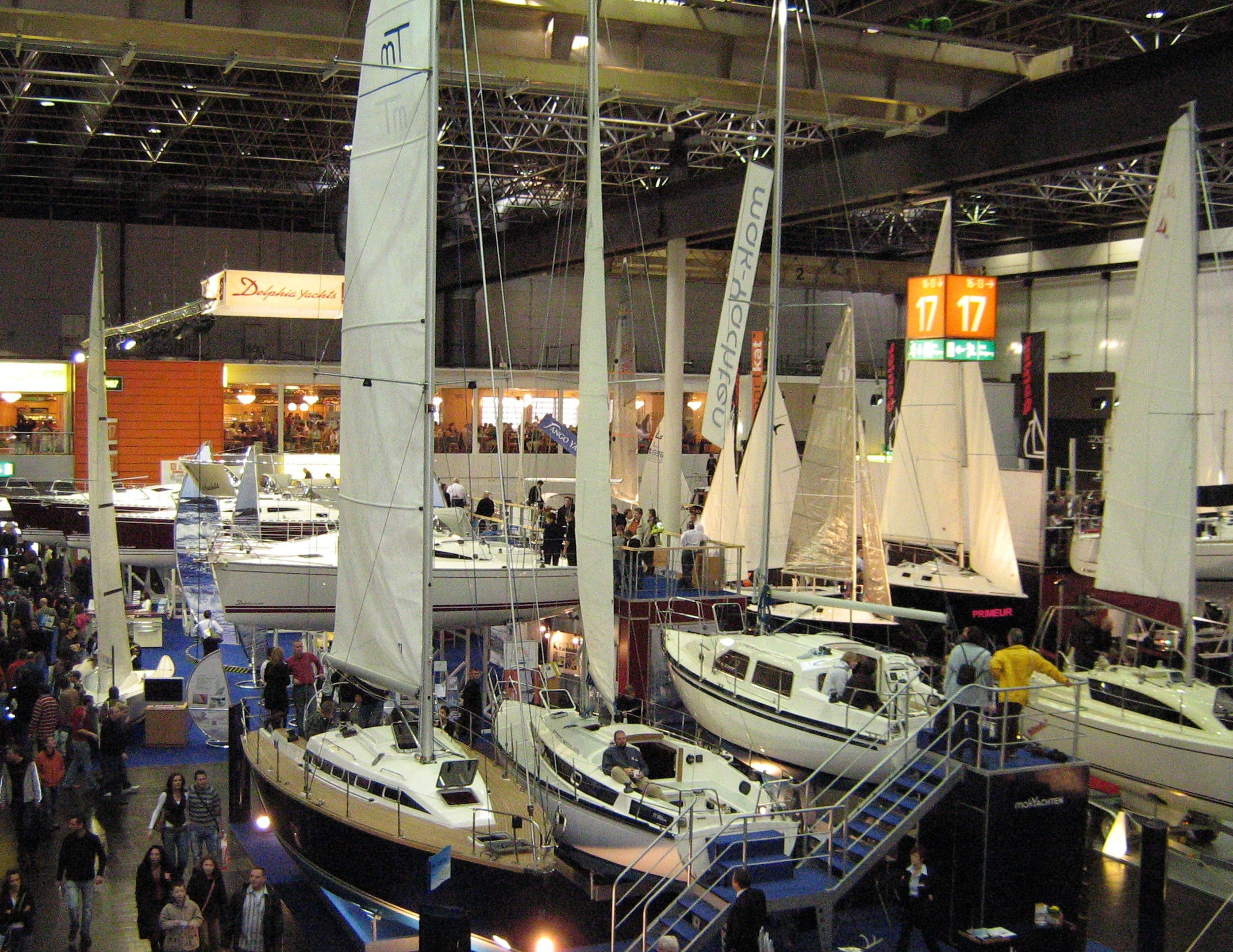
Blick in eine Ausstellungshalle der boot 2007

Ehemaliges Logo

Die boot Düsseldorf, kurz boot (offiziell: Internationale Bootsausstellung Düsseldorf), ist die weltweit größte und international bedeutendste Bootsmesse. Sie findet jährlich im Januar auf dem Areal der Messe Düsseldorf am Düsseldorfer Rheinufer statt. Ausrichter der boot ist die Messe Düsseldorf. 2021 wurde sie wegen der weltweiten COVID-19-Pandemie zuerst auf den 17. bis 25. April 2021 verschoben und später für 2021 komplett abgesagt.
Die boot gilt auch als die wichtigste Wassersport-Messe weltweit.
Aussteller aus dutzenden Ländern präsentieren dem Publikum Produkte und Angebote zu folgenden Themen:
- Angeln
- Jetski
- Kajaksport
- Kanusport
- Kitesurfen
- Meeresschutz
- Motorboot
- Rudern
- Segelsport
- Surfen
- Sporttauchen[6]
- Touristik
- Wasserski
- Windsurfen[7]
- Yachtsport

Schwerpunkte sind Segelyachten und Motorboote, technische Ausrüstung (Motoren, Getriebe, Elektrik und Elektronik, Navigation, Decks- und Innenausrüstung), Bekleidung und Schiffs-Zubehör sowie die Vorstellung von Wassersport-Revieren und Unternehmen, die Schiffe verchartern.

## Zahlen und Fakten

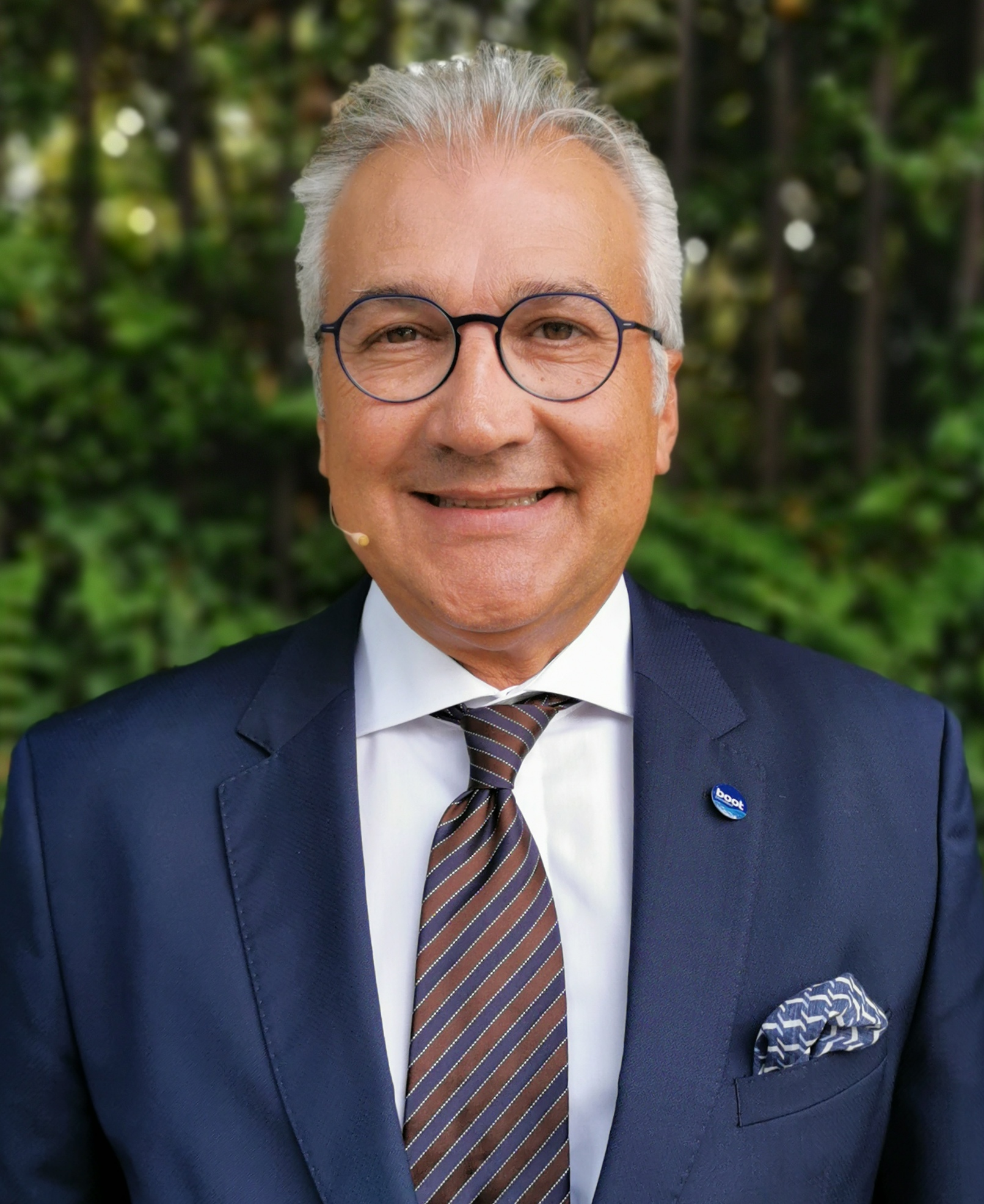
Petros Michelidakis (2022)

Die erste boot wurde am 27. November 1969 eröffnet; 116 Aussteller aus acht Ländern und insgesamt fast 34.000 Besucher kamen.
2008 betrug die Ausstellungsfläche 220.000 m² in 17 Messehallen. 2008 kamen 279.000 Besucher; im Jahre 2007 waren es 273.000, nach 292.000 Besuchern 2006. Die 1650 Aussteller 2007 wurden von etwa 2000 Mitarbeitern der Messe Düsseldorf betreut. Auch etwa 4500 Journalisten kamen.
| Jahr | Termin         | Besucher | Aussteller |
| ---- | -------------- | -------- | ---------- |
| 2002 | 19.–27. Januar | 354.000  | 1.682      |
| 2003 | 18.–26. Januar | 309.000  | 1.700      |
| 2004 | 17.–25. Januar | 309.000  | 1.650      |
| 2005 | 15.–23. Januar | 283.000  | 1.659      |
| 2006 | 21.–29. Januar | 292.000  | 1.650      |
| 2007 | 20.–28. Januar | 273.000  | 1.644      |
| 2008 | 19.–27. Januar | 279.000  | 1.699      |
| 2009 | 17.–25. Januar | 238.000  | 1.641      |
| 2010 | 23.–31. Januar | 240.200  | 1.568      |
| 2011 | 22.–30. Januar | 252.441  | 1.582      |
| 2012 | 21.–29. Januar | 246.700  | 1.656      |
| 2013 | 19.–27. Januar | 226.300  | 1.674      |
| 2014 | 18.–26. Januar | 248.600  | 1.661      |
| 2015 | 17.–25. Januar | 240.200  | 1.741      |
| 2016 | 23.–31. Januar | 247.000  | 1.800      |
| 2017 | 21.–29. Januar | 242.000  | 1.800      |
| 2018 | 20.–28. Januar | 247.000  | 1.923      |
| 2019 | 19.–27. Januar | 247.789  | 1.973      |
| 2020 | 18.–26. Januar | 250.000  | 1.900      |
| 2021 | abgesagt       | -        | -          |
| 2022 | abgesagt       | -        | -          |
| 2023 | 21.–29. Januar | 237.000  | 1.500      |
| 2024 | 20.–28. Januar | 214.000  | 1.500      |
| 2025 | 18.–26. Januar | 200.000  | 1.500      |

Alle Daten aus dem Archiv der boot.
Direktor der boot Düsseldorf ist seit 1. März 2016 Petros Michelidakis, Nachfolger von Goetz-Ulf Jungmichel, der von 2008 bis 2016 dort tätig war.